# مستقبل كالسيتريول
مستقبل كالسيتريول أو مستقبل فيتامين د (VDR) هو مستقبل معروف لفيتامين د، كما يعرف أيضا بمختصر (NR1I1) وجاء من (nuclear receptor subfamily 1, group I, member 1) أي مستقبل نووي عائلة 1، مجموعة آي، عضو 1، حيث أن المستقبل عضو لعائلة المستقبل النووي من عامل النسخ.

## تفاعلات المستقبل
أظهر مستقبل كالسيتريول يتآثر مع
- BAG1,[38]
- BAZ1B,[39]
- CAV3,[40]
- MED1,[39][41]
- MED12,[39][39][41]
- NCOR1,[42]
- NCOR2,[42][43]
- NCOA2,[39][44][45][46]
- RXRA,[45][47]
- RUNX1,[43]
- RUNX1T1,[43]
- SNW1,[45][47]
- STAT1,[48]
- ZBTB16.[43][49]

## خريطة تفاعلية
اضغط على المورثة أو البروتين أو المادة للذهاب إلى المقالة المتعلقة بها.
1. ↑  يمكن تعديل مخطط مسار التكوين التفاعلي في  ويكيباثويز: "VitaminDSynthesis_WP1531".